# Ruski Krstur
Ruski Krstur (serb. Руски Крстур; rusiń. Руски Керестур, Ruski Kerestur) – wieś w północnej Serbii, w Wojwodinie, w okręgu zachodniobackim, w gminie Kula. W 2011 roku liczyła 4585 mieszkańców.
Ruski Krstur leży w pobliżu miejscowości Kula, ok. 60 km na południe od Suboticy, nad Kanałem Dunaj-Cisa-Dunaj (DTD).
Nazwa miasta pochodzi od serbskiego słowa krst oznaczającego „krzyż”.
Ruski Krstur to najstarsza miejscowość Rusinów w Wojwodinie. Ludność rusińska osiedlała się tu (jak i na całej równinie Panonii) od 1745 roku. Od 1753 roku działa tu szkoła elementarna z rusińskim językiem wykładowym, w której dziś uczy się około 500 uczniów.
W 2002 roku miejscowość zamieszkiwało 5557 mieszkańców deklarujących następujące narodowości:
| Grupa etniczna | Mieszkańców | Procentowo |
| Rusini         | 4483        | (80,67%)   |
| Serbowie       | 263         | (4,73%)    |
| Romowie        | 76          | (1,37%)    |
| Węgrzy         | 73          | (1,31%)    |
| Ukraińcy       | 61          | (1,10%)    |
| Czarnogórcy    | 37          | (0,67%)    |
| Słowacy        | 30          | (0,54%)    |
| Chorwaci       | 38          | (0,68%)    |
| Inni           | 496         | (8,93%)    |

## Zabytki
- rusińska cerkiew greckokatolicka